# Kazimierz Nowak
Kazimierz Nowak (Stryj, 1897 – Poznań, 1937) è stato un fotografo polacco.

## Biografia
Fotografo, viaggiatore e corrispondente, dopo la prima guerra mondiale visse a Poznań. Dal 1931 al 1936 viaggiò in solitaria attraverso l'Africa spostandosi esclusivamente in bicicletta o a piedi, coprendo una distanza di 40.000 km. Probabilmente fu il primo uomo al mondo a compiere una simile impresa.
Nacque l'11 gennaio 1897 nella città di Stryj nell'attuale Oblast' di Leopoli. Dopo la prima guerra mondiale si trasferisce a Poznań ed inizia a lavorare in una compagnia di assicurazioni. In questo stesso periodo intraprese numerose gite in bicicletta attraversando tutta la Polonia per coltivare la sua passione di viaggiatore e fotografo. Il 19 marzo 1922, sposò Maria Gorcik e nello stesso anno nacque la loro figlia Elisabetta. Il secondogenito Romualdo nacque nel gennaio del 1925.

## Un interminabile viaggio in bici
A causa di una grave crisi economica, nel marzo 1925, Nowak decise di lasciare il paese per guadagnarsi da vivere come giornalista e fotografo. Intraprese così diversi viaggi in tutta Europa viaggiando in bicicletta, ed attraversando Ungheria, Austria, Italia, Belgio, Paesi Bassi, Romania, Grecia, Turchia. Nel 1928 raggiunse la Tripolitania in Nord Africa, allora in guerra. Problemi di salute e scarsità di denaro lo costrinsero a tornare in Polonia, ma giurò a se stesso che in futuro avrebbe attraversato l'intero continente africano da nord a sud ed in bicicletta. Nel frattempo continuò ad attraversare in bici la Polonia, recandosi in Francia, e preparando nel contempo, il suo prossimo viaggio in Africa.

## Obiettivo: Africa
Alla fine del mese di ottobre 1931, raggiungendo prima in treno Roma, e arrivando poi in bicicletta fino a Napoli, attraversò il Mar Mediterraneo ed il 26 novembre 1931 giunse nuovamente sul continente nero. Nel giro di sette anni partì da Tripoli in direzione del Capo Agulhas, percorrendo in bicicletta più di 12 000 chilometri verso sud. Quando raggiunse l'oasi di Maradah, il Sabato Santo del 1932, generò il panico tra gli ufficiali in servizio presso la sede di zona. Nessuno riusciva a capire come un ciclista dalla Polonia fosse finito lì nel bel mezzo del deserto. A causa della situazione turbolenta in Cirenaica, le autorità italiane ordinarono a Nowak di cambiare il suo itinerario di viaggio ed attraversare Bengasi e Alessandria d'Egitto. Così Nowak si diresse ancora verso sud. Lungo il Nilo ed il percorso della regione dei Grandi Laghi africani si è trasferito al centro del continente brulicante in una zona ancora inesplorata. Gli echi degli eventi mondiali lo raggiunse da lontano, la Grande Depressione, o il fascismo in Europa sembrava così irreale di fronte alle epidemie che infuriavano sul continente, o le nubi sinistre che coprivano il cielo. Viaggiando in solitaria, si trovava a suo modo a visitare un villaggio indigeno, a scambiare del cibo o ascoltare leggende africane. 

## L'incontro con diversi popoli esotici
Novak ha incontrato tuareg, fallah egiziani che abitavano le paludi, gli Shilluk, il fiero popolo dei Watussi, i Pigmei, i Boeri del Transvaal, gli Ottentotti, i Boscimani, il popolo di nani babinga, i selvaggi Abasalampasu, gli Hausa e molti altri popoli esotici del continente, che hanno condiviso la stessa sorte di lottare per sopravvivere in un ambiente dominato dalla fauna selvatica e da difficilissime condizioni ambientali. Ed ogni volta decise di continuare il viaggio, accompagnato dal ritmo dei tamburi tom-tom trasmesso verso altri insediamenti con l'insolito messaggio di un singolo uomo bianco che viaggiava su uno strano veicolo.

## L'egoismo e l'imperialismo europei
Ha incontrato la simpatia e l'incoraggiamento solo tra la diaspora polacca e le missioni della chiesa in africana. Ma quando raggiunse gli insediamenti di esploratori bianchi, il senso di solitudine sembrava aumentare. Notava come la sua indole fosse così differente dai funzionari, dagli ufficiali dell'esercito, dai geologi e dai cacciatori giunti in Africa solo per fare profitto, carriera, strappare trofei o attirati dal piacere e dalla dissolutezza. Sensibile ai sentimenti umani a al pieno rispetto verso la natura, Novak ha riconosciuto l'atteggiamento egoistico e da dominatori degli europei in Africa, e lo ha riconosciuto in modo critico, coraggioso e indipendente, un'osservazione non comune per l'epoca. Non aveva fretta vedere le luci di un'altra città lungo il percorso. Preferiva fermarsi in un campo per trascorrere le notti il più lontano possibile da insediamenti umani, nel bel mezzo della sua amata natura africana, incontaminata dalla civiltà.
Contrariamente alle aspettative dei rappresentanti della Lega marittima e coloniale, Nowak non condivideva le ambizioni coloniali dello Stato polacco; probabilmente fu questo il motivo per cui non riuscì ad ottenere adeguati aiuti materiali dalla Polonia, ma solo gli pneumatici per le biciclette, regalati dalla fabbrica polacca Stomil. Nowak ottenne il sufficiente sostegno finanziario per sé e la sua famiglia grazie ai report e alle foto che inviava ai giornali polacchi e tedeschi. Ricevette la Contax 35 mm, acquistata presso il laboratorio fotografico Greger Kazimierz a Poznań, quando era già in Africa. La macchina fotografica gli permise, nel corso del viaggio, di scattare più di 10.000 fotografie. Il suo peregrinare venne riportato anche nella stampa locale africana. Nell'aprile 1934 raggiunse la punta meridionale dell'Africa, Capo Agulhas.

## Il ritorno
Una volta a Città del Capo, decise di tornare a casa, scegliendo un percorso diverso, ma ancora una volta in solitaria, attraversando tutto il continente africano.
Nonostante gli attacchi di malaria e la permanente carenza finanziaria, decise di partire immediatamente. Nel bel mezzo del deserto Sud-Occidentale la sua bicicletta si ruppe. Nowak per poter continuare il viaggio ricevette da una famiglia polacca, i Mieczyslaw Wisniewski residenti nel campo Gumchab, in dono, due cavalli, il primo di nome Lince (Lynx), il secondo Gatto selvatico (Wildcat). Lynx era il suo cavallo da sella, mentre Wildcat, chiamato Cowboy, venne utilizzato per trasportare il bagaglio. Così Nowak fece altri 3.000 chilometri in sella. Dopo una visita alla fazenda del conte Zamoyski in Angola, proseguì, privo del suo compagno a quattro zampe.

## Da ciclista e cavaliere a marinaio
Quando raggiunse il fiume, decise di trasformarsi da ciclista e cavaliere a marinaio. In una barca, alla quale diede il nome, "Poznań io", ha viaggiato lungo il fiume. In un incidente avvenuto nei pressi della cascata Kaveve perse la sua imbarcazione. Costretto a viaggiare a piedi per centinaia di chilometri, raggiunse una località dove fu in grado di acquistare un'altra barca, grazie all'intercessione economica di sua moglie, e chiamando la nuova imbarcazione, "Mary". I suoi viaggi lungo i fiumi, Lulu, Kassai e Congo, terminarono, dopo due mesi, nel settembre del 1935 a Leopoldville. Il viaggio attorno al lago Ciad percorso ancora una volta in bicicletta. Ma le autorità dei francesi dell'Africa equatoriale gli impedirono di attraversare da solo il deserto del Sahara, raccomandando all'esploratore di proseguire il suo viaggio con una carovana, in tal modo avrebbe potuto assicurarsi sufficienti riserve d'acqua. Nowak acquistò un dromedario, assunse un pastore, unendosi ad una carovana. Trascorse altri cinque mesi sulla parte posteriore ed oscillante del suo dromedario, di nome Ueli, fino a raggiungere Uargla. Gli ultimi 1,000 chilometri, da Uargla ad Algeri li percorse in bicicletta, fin sulla costa del Mar Mediterraneo.

## Fine del viaggio
Nowak terminò il viaggio di oltre 40,000 chilometri nel mese di novembre 1936. Con gli ultimi risparmi acquistò dei vestiti, in Europa era già autunno, ed un biglietto per un traghetto, destinazione Marsiglia. Da Marsiglia, si è recato nei pressi di St. Etienne, dove trascorse due settimane in un insediamento minerario polacco. Invano cercò di ottenere fondi per acquistare un biglietto del treno e pagare il trasporto della sua moto verso la Polonia con la vendita di fotografie del reportage africano e delle foto dei minatori. Si recò a Parigi, dove richiese i visti formali per attraversare il Belgio e la Germania. Grazie all'aiuto della moglie e con la garanzia della fabbrica di pneumatici Stomil, Nowak ottenne un prestito da un consulente polacco, pari a 750 franchi.

## Il ritorno a Poznan e la malattia
Nella notte del 22 dicembre 1936 attraversò il confine polacco, nei pressi di Germantown. A Poznan, tra la folla che lo attendeva riconobbe un gruppo di parenti ed amici. Dopo il suo ritorno a Poznan, Kazimierz Nowak tenne una conferenza stampa presso il Cinema Apollo, presentando gli aspetti etnografici del continente africano, illustrandolo con fotografie. Ha inoltre tenuto lezioni in altre città, tra le quali a Cracovia, presso l'Università Jagellonica, e a Varsavia, presso la Scuola di Commercio. Nel frattempo prese accordi per la pubblicazione di un libro, in vista un altro viaggio, questa volta in India e nel Sud-Est asiatico. Purtroppo, questi sogni si infransero sulle sue precarie condizioni di salute. Nowak a causa delle frequenti recidive della malaria e di una periostite alla gamba sinistra, aveva la necessità di sottoporsi ad un intervento chirurgico. Durante il soggiorno in ospedale contrasse la polmonite, morendo meno di un anno dopo il suo ritorno a casa, il 13 ottobre, 1937. I suoi diari di viaggio vennero pubblicati in un libro intitolato "Rowerem i pieszo przez Czarny Ląd"